# Félix de la Torre
Félix de la Torre y Eguía (Valmaseda, 1867-Madrid, 1911) fue un arquitecto, político, editor y fotógrafo español.

## Biografía
Nació en la localidad vizcaína de Valmaseda en 1867. Fue fundador de las revistas Los Apuntes (1894-1897) y La Revista Moderna (1897-1899). Como arquitecto fue autor de un proyecto para una —desaparecida en la actualidad— casa-estudio en la calle de Velázquez, en Madrid, en el que empleó elementos modernistas, además llevar a cabo los primeros planos del mausoleo de Pi y Margall en el cementerio civil de Madrid. También cultivó la fotografía. Republicano, concejal del Ayuntamiento de Madrid y miembro de la Asociación de la Prensa de Madrid, falleció en dicha ciudad el 28 de octubre de 1911.